# 브로드웨이 부기우기

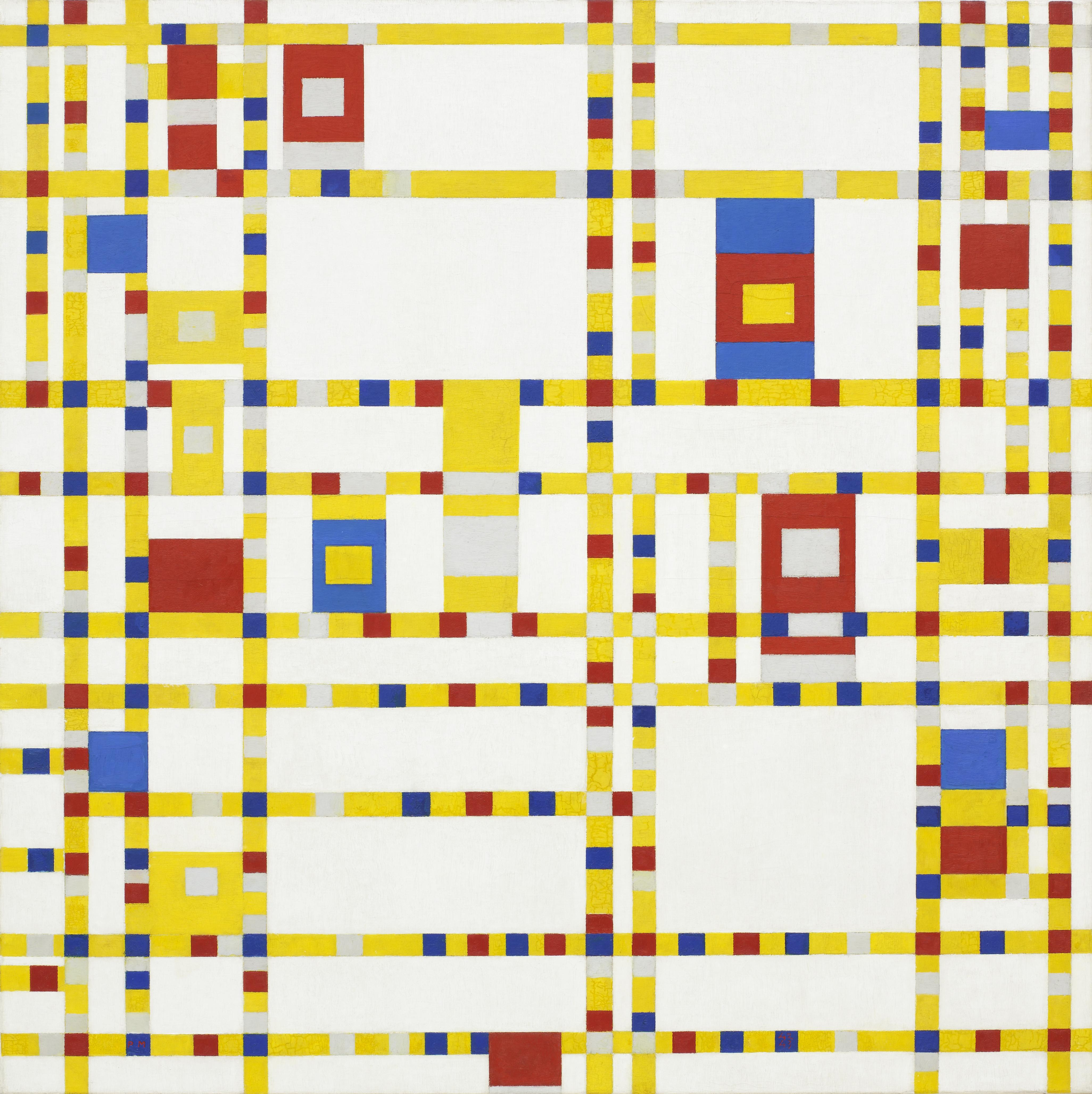

브로드웨이 부기우기(Broadway Boogie Woogie)는 피트 몬드리안이 1940년 뉴욕으로 이주한 후 1943년에 완성한 캔버스에 유채 그림이다.

## 설명
이전 작품에 비해 캔버스는 훨씬 더 많은 사각형으로 나뉘어 있다. 몬드리안은 경력의 대부분을 추상화를 그리는 데 보냈지만, 이 그림은 명확한 실제 세계의 예에서 영감을 받았다. 그것은 바로 맨해튼의 도시 그리드와 몬드리안이 좋아했던 아프리카계 미국인의 블루스 음악 스타일인 부기우기다. 이 그림은 1943년 마리아 마르틴스와 몬드리안이 뉴욕 시의 발렌타인 갤러리에서 함께 전시한 후 브라질 조각가 마리아 마르틴스가 800달러에 구입했다. 마르틴스는 나중에 이 그림을 뉴욕 시의 뉴욕 근대미술관에 기증했다.

## 분석
피트 몬드리안이 뉴욕에 도착했을 때, 그는 깔끔하고 견고한 건축물을 좋아하게 되었다. 그는 이 작품에 재즈의 분위기와 톤을 통합했다. 몬드리안은 이것을 "자연적 외관의 파괴; 그리고 순수한 수단인 역동적 리듬의 지속적인 반대를 통한 구성"이라고 불렀다.